# Prayola urinatrix
Prayola urinatrix is een hydroïdpoliep uit de familie Prayidae. De poliep komt uit het geslacht Prayola. Prayola urinatrix werd in 1987 voor het eerst wetenschappelijk beschreven door Pugh & Harbison. 